# Frits Wols
Frits Wols (Post Groningen (District Saramacca), 2 juli 1938) is een Surinaams dichter en schrijver. Frits Wols is het pseudoniem van Eugène Wilfried Wong Loi Sing.
Hij werkte als onderwijzer, leraar Engels, vertaler en was van 1994 tot 1998 secretaris-generaal van de Nationale Unesco-Commissie Suriname. Van 1963 tot 1975 woonde hij in Nederland. Hij begon met publiceren in de katholieke bladen Opbouw en Omhoog. In de jaren ’80 vervulde hij bestuursfuncties in de Schrijversgroep ‘77.
Frits Wols is de dichter van twee bundels, deels nogal studentikoos getoonzette poëzie: Beeldbouwer van het abstrakte (1967) en Surine Cyclus (1981). Later schreef hij rijper, lyrisch, maatschappelijk-bewogen werk dat werd gebundeld in Zo anders… (1990). Wols heeft de neiging om een wat gezwollen taal te hanteren. Zijn novelle Buitenvrouw (1977) wordt vaak in Surinaamse scholen gelezen, maar gaver is zijn proza van de korte roman Het groene labyrint (1988) over een man die schipbreuk lijdt bij de Marowijnemonding en een avontuurlijke zwerftocht door het woud onderneemt. Een Surinamer die vol idealen naar Nederland gaat en daar in de versukkeling geraakt vormt het verhaal van de roman Verbroken cirkel (1992). Korte Engelstalige verhalen bundelde hij in Short stories (2002).
Wols schreef ook drie jongensboeken: het avonturenverhaal Het groene labyrint kan als zodanig worden beschouwd, maar zeker ook De leeuwen in gevaar (1991) en De bom van Saramacca (1992).
Hij droeg ook bij aan de Engelstalige bloemlezing uit de Surinaamse literatuur Diversity is power (2007).

## Over Frits Wols
- Michiel van Kempen, 'Een studentikoze toon.' In: Michiel van Kempen, De geest van Waraku; kritieken over Surinaamse literatuur. Haarlem/Brussel: Uitgeverij Zuid, 1993, pp. 266-270
- Michiel van Kempen, Een geschiedenis van de Surinaamse literatuur. Breda: De Geus, 2003, deel II, pp. 859-862, 1191.